# Dívka v orchestru
Dívka v orchestru (v anglickém originále Girl's in the Band) je 19. díl 30. řady (celkem 658.) amerického animovaného seriálu Simpsonovi. Scénář napsala Nancy Cartwrightová a díl režírovala Jennifer Moellerová. V USA měl premiéru dne 31. března 2019 na stanici Fox Broadcasting Company a v Česku byl poprvé vysílán 10. června 2019 na stanici Prima Cool.

## Děj
Učitel hudby na Springfieldské základní škole Dewey Largo se probouzí z noční můry vedle svého nejmenovaného homosexuálního partnera. Vzpomíná na svou noční můru, že jako slibný dirigent skončil na základní škole, kde je nešťastný.
Na základní škole ve Springfieldu Largo diriguje školní kapelu, když obdrží e-mail od Victora Kleskowa, hudebního ředitele Filharmonie hlavního města, v němž píše, že se zítra zúčastní koncertu školní kapely. Largo, nově inspirovaný Kleskowem, začíná trénovat žáky skladbou „The Stars and Stripes Forever“. Následující den je koncert úspěšný, když děti hrají skladbu „Troika“ od Lieutenanta Kijeho, ale Largo je smutný, když si místo něj chce Kleskow do mládežnického orchestru vzít Lízu Simpsonovou.
Homer a Marge Simpsonovi se snaží najít způsob, jak zaplatit Lízinu mimoškolní aktivitu – mládežnický orchestr – za 200 amerických dolarů měsíčně. Jakmile dorazí do hlavního města, je pro Lízu obtížné spolupracovat s Kleskowem, protože odhaluje jeho skutečnou hrozivou osobnost. Zjišťuje, že Kleskow se naštve i při jediné chybně zahrané notě.
Aby Homer vydělal další peníze na orchestr, začne pracovat na noční směně. Mezitím je Bart v budově orchestru uzavřen v místnosti s ostatními sourozenci nadaných hudebníků. Líza získala první part v soutěži tím, že vyhrála nad jiným členem orchestru, Brianem. Uvědomí si, jak byla k rodině sobecká a neuvědomila si nevýhody svých nových lekcí hudby a omezení času stráveného s rodinou.
Kleskow nabízí, že přesune Lízu do vyšší třídy, což ale stojí více peněz a času. Mezitím má nevyspalý Homer během své směny v jaderné elektrárně halucinace: tancuje s jaderným oblekem a pije s barmanem Lloydem z Osvícení. Aby Líza předešla dalším problémům pro ni a její rodinu, tak pokus o vyšší třídu úmyslně pokazí a zničí si svou saxofonovou kariéru.

## Přijetí
Dennis Perkins z The A.V. Clubu odhodnotil díl známkou B− a prohlásil: „Vyřešit konflikt v Simpsonových je mnohem těžší, než to vypadá. Musíme začít od jedničky a vrátit se k jedničce, to vše během dvaceti a půl minuty, a to vše ve světě, který se nikdy nemůže zásadně změnit. Takže konflikt zde znamená, že se Líza a její rodina musí každý vyrovnat se zdánlivě neřešitelným problémem, a to vše při zachování věrnosti každé postavě a nezkrácení nikoho v nutném řešení. Tvrdím, že v seriálu, jako je tento, je to těžší než v konvenčnějších seriálech, kde mohou oblouky ovlivnit celek trvalejším způsobem do budoucna. Přesto si skvělý díl Simpsonových najde způsob, jak to udělat. Dívka v orchestru není špatným pokusem o nalezení tohoto vyprávění a komediálního sladkého bodu, který ze Simpsonových udělal Simpsonovi, ale je to pokus neúplný a neuspokojivý.“.
Dívka v orchestru získala rating 0,8 s podílem 4 a sledovalo ji 2,07 milionu lidí.